# Traje de banho

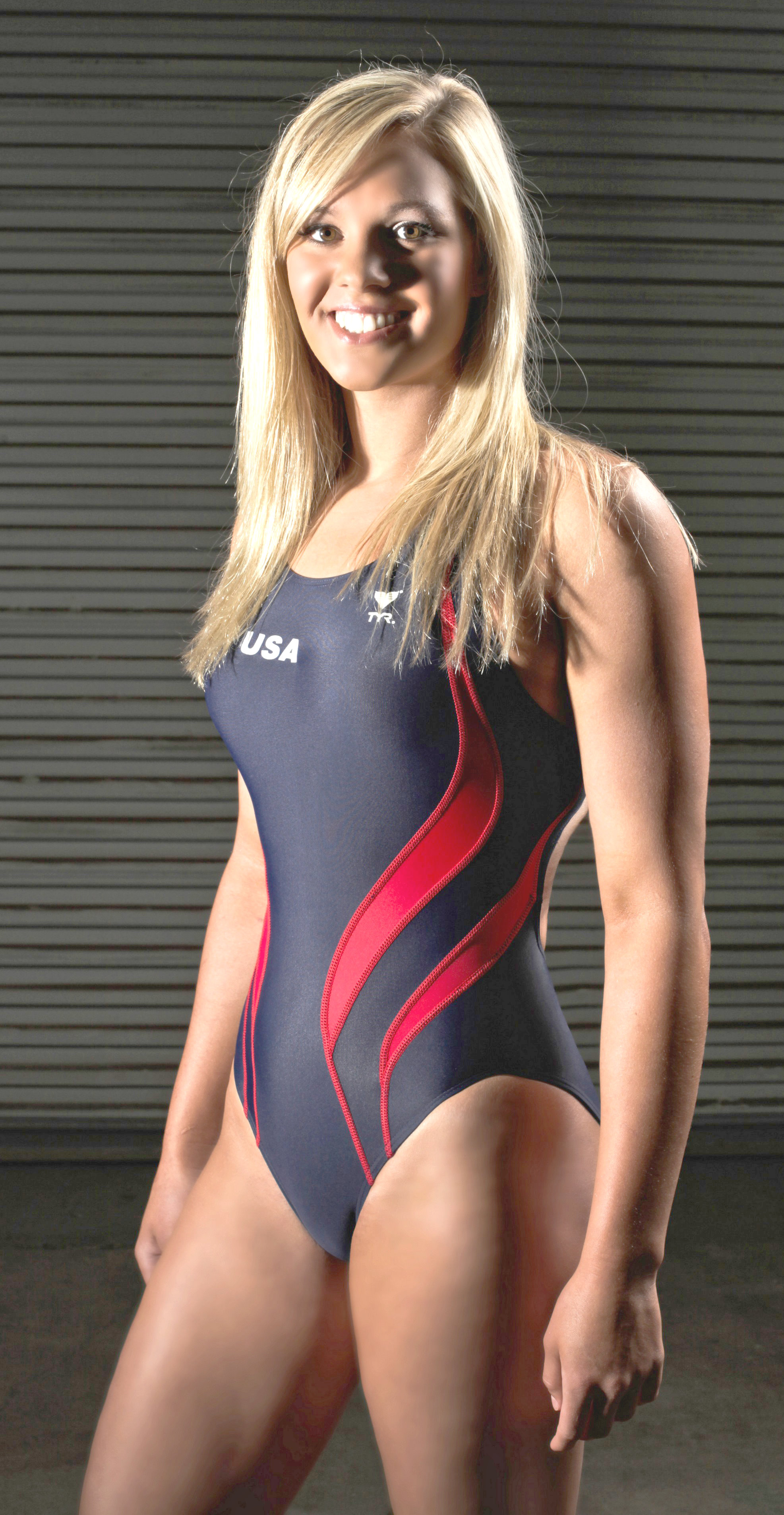
Uma mulher num traje de banho.

Um traje de banho, fato de banho ou roupa de banho é uma peça de roupa desenhada para homens, mulheres ou crianças para lugares como praias, rios ou piscinas, ou também para esportes aquáticos como natação, surfe, mergulho, polo aquático, esqui aquático, entre outros. É usado em atividades de lazer como o bronzeamento solar, e também em concursos de beleza e no fisiculturismo.

## Tipos atuais
Na cultura ocidental, as roupas de banho para os homens incluem a bermuda e a sunga, em ordem crescente de exposição do corpo.
As roupas de banho para as mulheres são geralmente o maiô, o biquíni, ou a tanga.
Também existem roupas de banho para os dois sexos (unissex), como a roupa de mergulho.

## História

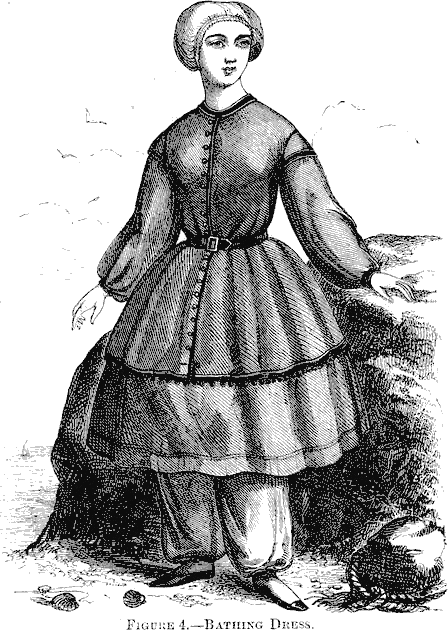
Roupa de banho feminina de 1858

Na antiguidade clássica há pinturas clássicas romanas que mostram pessoas nadando e se banhando nuas.
No século XVIII as mulheres usavam vestidos de banho quando nadavam. Esses vestidos não ficavam transparentes quando se molhavam. Os homens passaram a vestir uma roupa com mangas compridas que ia até as pernas, que mudaria pouco pelo decorrer do século. Em outras culturas, era usado uma tanga, como o fundoshi, por exemplo.
No século XIX foi feito o primeiro maiô, era uma espécie de vestido usado do ombro até o joelho, além de uma calça que ia até o tornozelo.
Na Era vitoriana, os resorts praianos populares eram equipados com um tipo de vestiário feito para evitar a exposição das pessoas em trajes de banho, principalmente no caso de pessoas do sexo oposto.

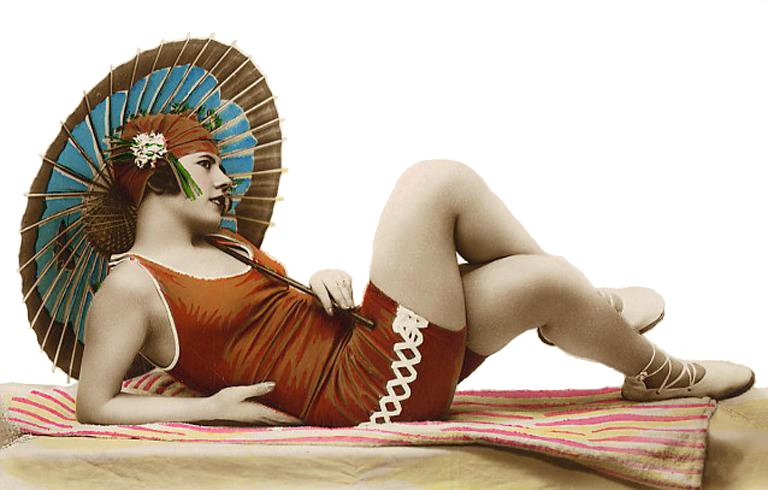
Roupa de banho feminina americana da década de 1920

No início do século XX as roupas de banho começaram a ficar menores, primeiro descobrindo os braços e depois do tornozelo para a altura das coxas. Isso permitiu que fossem criadas novas variedades de roupas de banho mais confortáveis.
Na década de 1930, os trajes de banho começam a possuir duas peças, com a inferior, cobrindo parte das pernas e o umbigo.
Mais tarde, no final da Segunda Guerra Mundial, foi inventado o biquíni, que tinha esse nome por ter sido criado no Atol de Bikini, que era um lugar de teste de armas nucleares, e também pelo seu efeito chocante e inovador. Em 1946, Louis Réard lança o biquíni.
Na década de 1950, os biquínis passaram a diminuir de tamanho e o umbigo passou a aparecer, o que não era muito bem visto na época.
Na década de 1960, o biquíni continuou a se popularizar cada vez mais, mas muitas pessoas ainda usavam o maiô porque era encarado com mais modéstia. Em seguida foi inventado o monokini, que era a parte de baixo do biquíni sustentado por duas finas alças, e isso deixava a mulher com os seios à mostra.
Na década de 1970, o biquíni passou a ter outras variantes, como por exemplo, o biquíni de laço.
Na década de 1980, a tanga passou a ser popular, principalmente no Brasil. A tanga foi inspirada em roupas tradicionais de tribos da Amazônia.
Na década de 1990, foi inventado o tankini, que é uma mistura de uma camisa regata com a parte de baixo do biquíni.
Na década de 2000, foi inventado o burkini (ou burqini), que é um traje de banho que cobre o corpo inteiro (exceto o rosto, as mãos e os pés), e passou a ser popular no Oriente Médio como alternativa às roupas de banho modernas.
Os trajes de banho masculinos também se desenvolveram em paralelo aos femininos durante esta época com os shorts diminuindo cada vez mais. As sungas ficaram muito populares, principalmente em regiões mais tropicais. Mas nos anos 1990 também passaram a ser comuns as bermudas, que chegam até o joelho.

## Higiene
Germes, bactérias e mofos podem crescer rapidamente em trajes úmidos de banho. Os médicos profissionais advertem que usar trajes úmidos de banho por longos períodos de tempo pode causar uma série de infecções e erupções cutâneas em crianças e adultos, e sugerem evitar compartilhar esses trajes com outras pessoas. Eles também sugerem que trocar de traje de banho pode ajudar a prevenir infecções vaginais e prurido nas mulheres e a micose nos homens.

## Alternativas
Desde o início do século XX um movimento naturista tem se desenvolvido nos países ocidentais que procura retornar a uma nudez não sexual quando se está nadando e durante outras atividades apropriadas.
Algumas mulheres preferem ir para a água ou tomar sol com o tronco descoberto. A prática é conhecida como "topless" ou "topfreedom". Em alguns lugares ao redor do mundo, praias de nudismo tem sido feitas para as pessoas que decidirem ir nuas.
Como uma alternativa para o traje de banho, algumas pessoas vestem calças, camisetas ou mesmo roupas íntimas ao invés do traje de banho porque eles preferem usar roupas comuns. Em alguns países, como a Tailândia, nadar usando roupas comuns é a regra, enquanto trajes de banho são raros. Nas praias, isso pode ser mais aceitável do que nas piscinas, que tendem a não permitir a prática porque as roupas íntimas podem se tornar translúcidas e isso é visto como algo sujo.

## Galeria

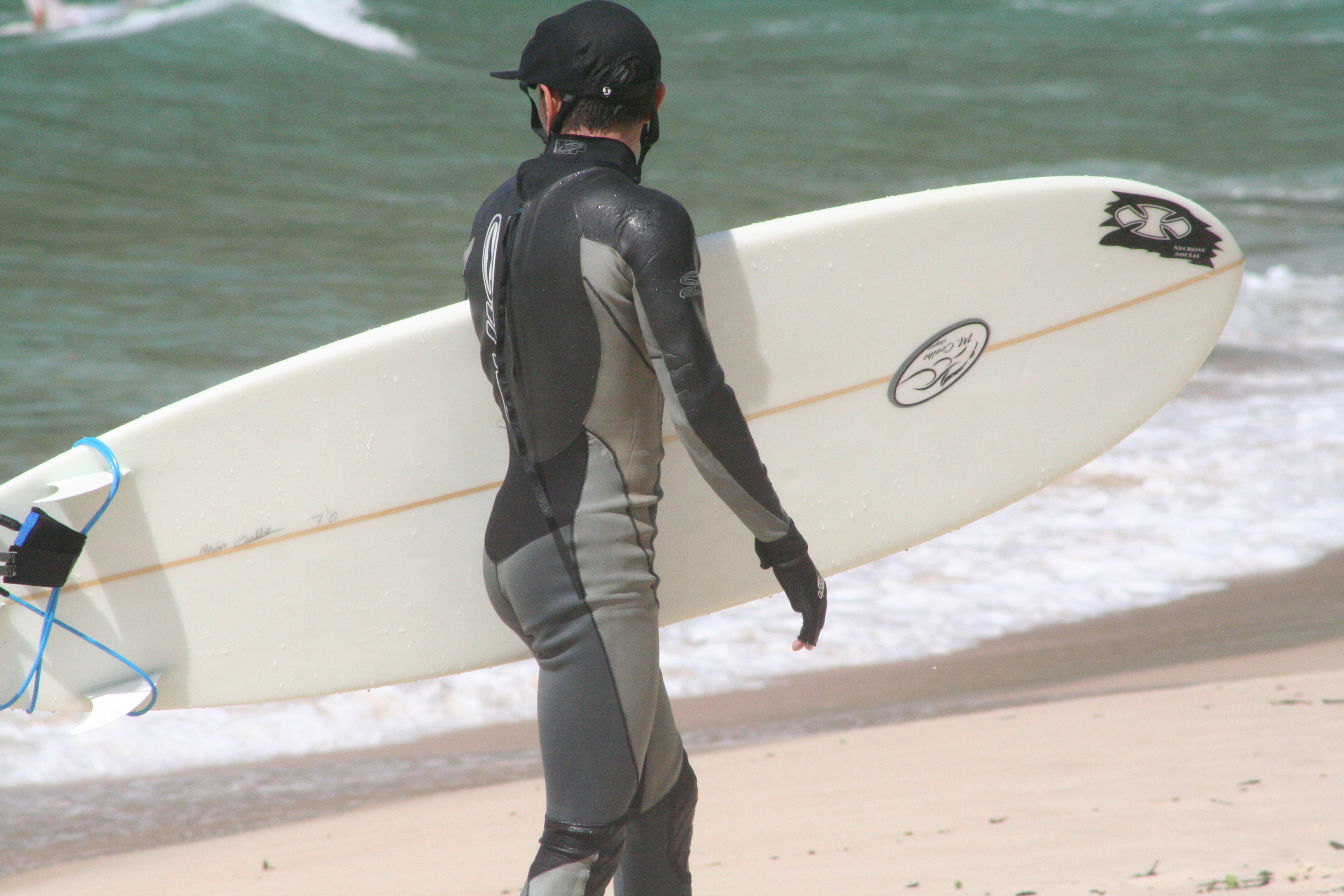
Roupa de mergulho
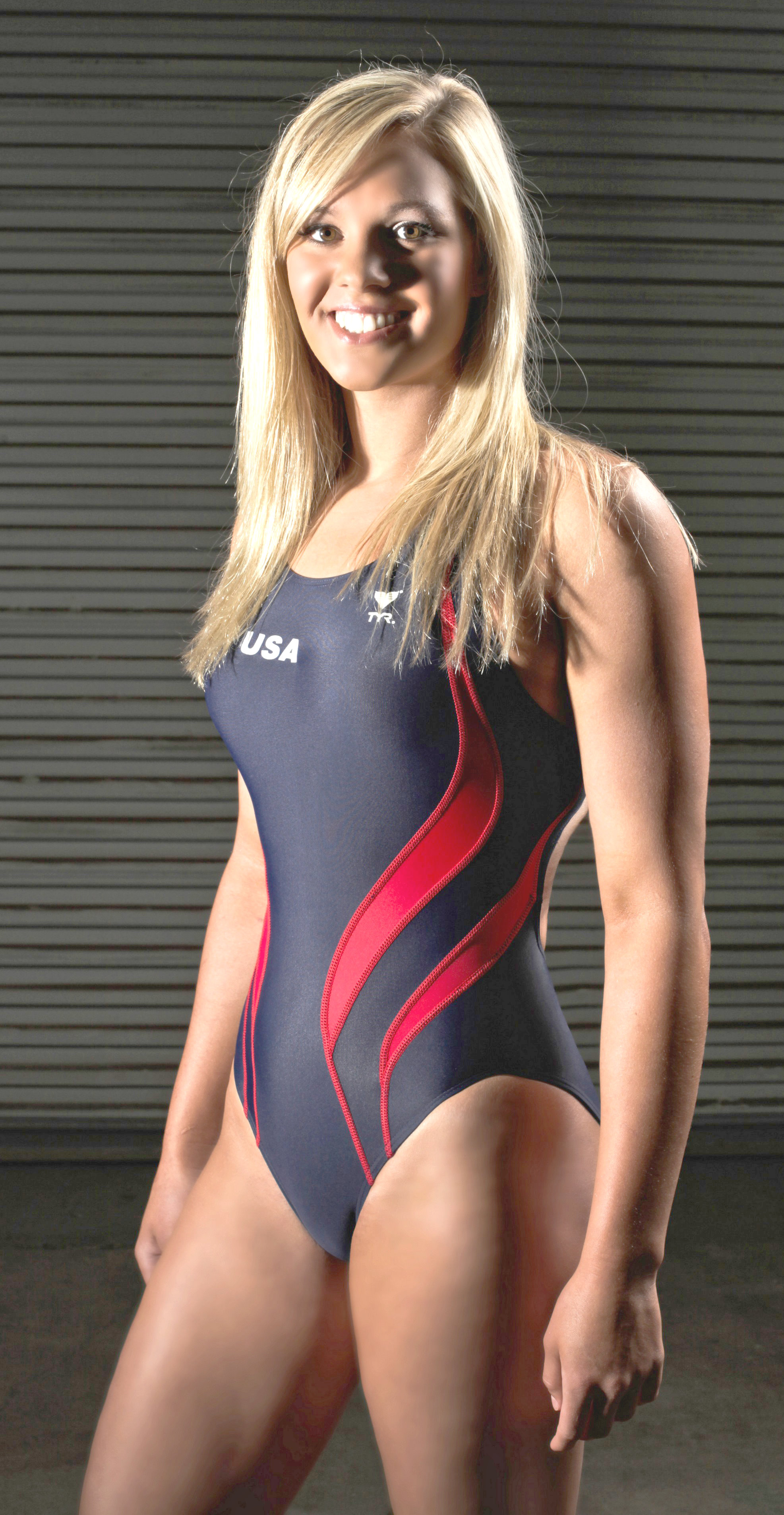
Maiô
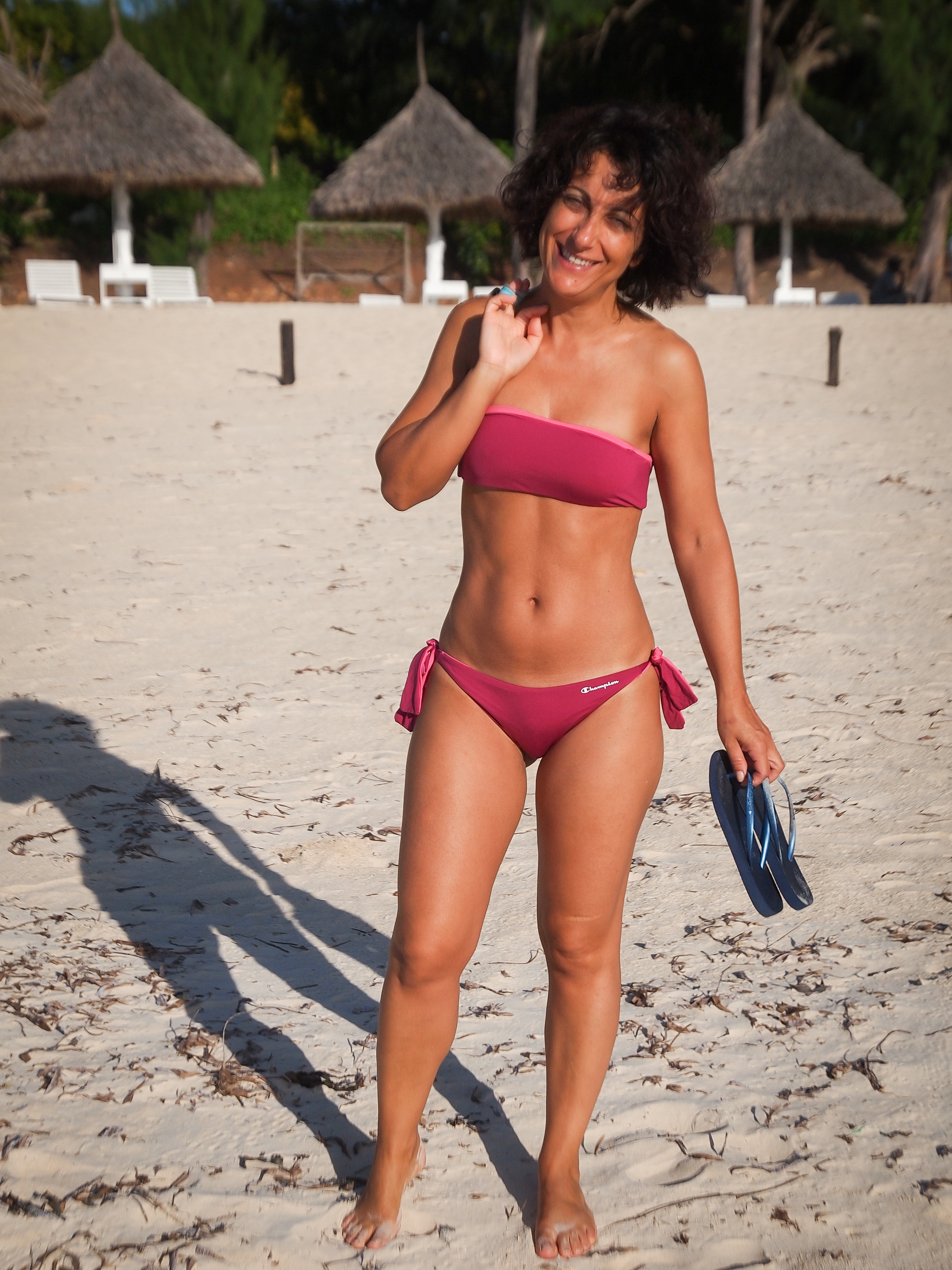
Bandeau
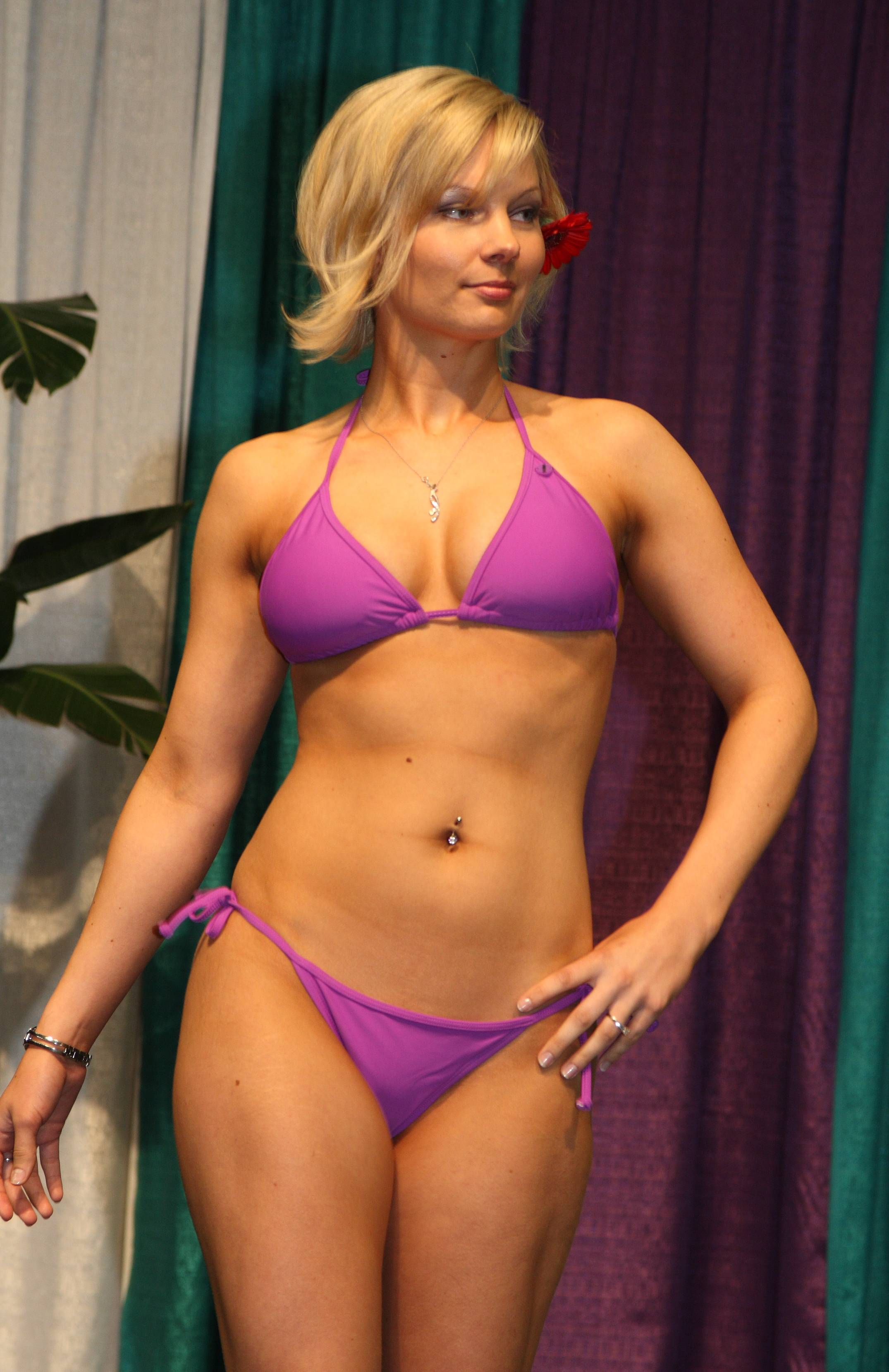
Biquíni
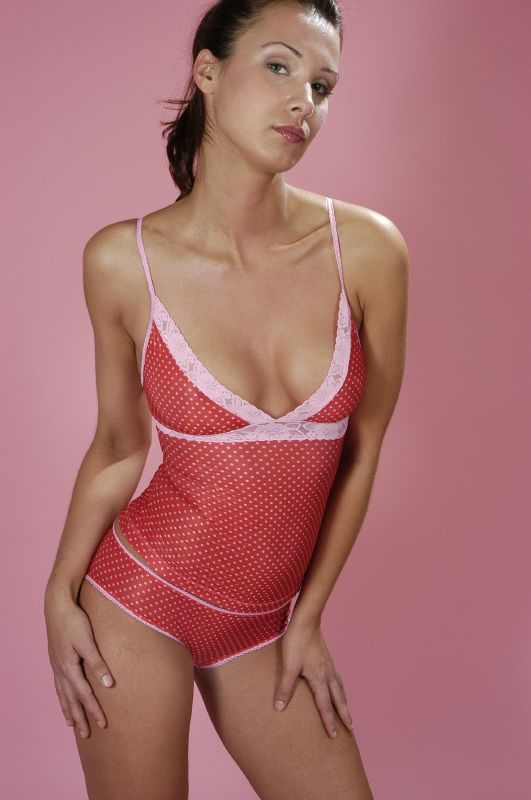
Tanquíni
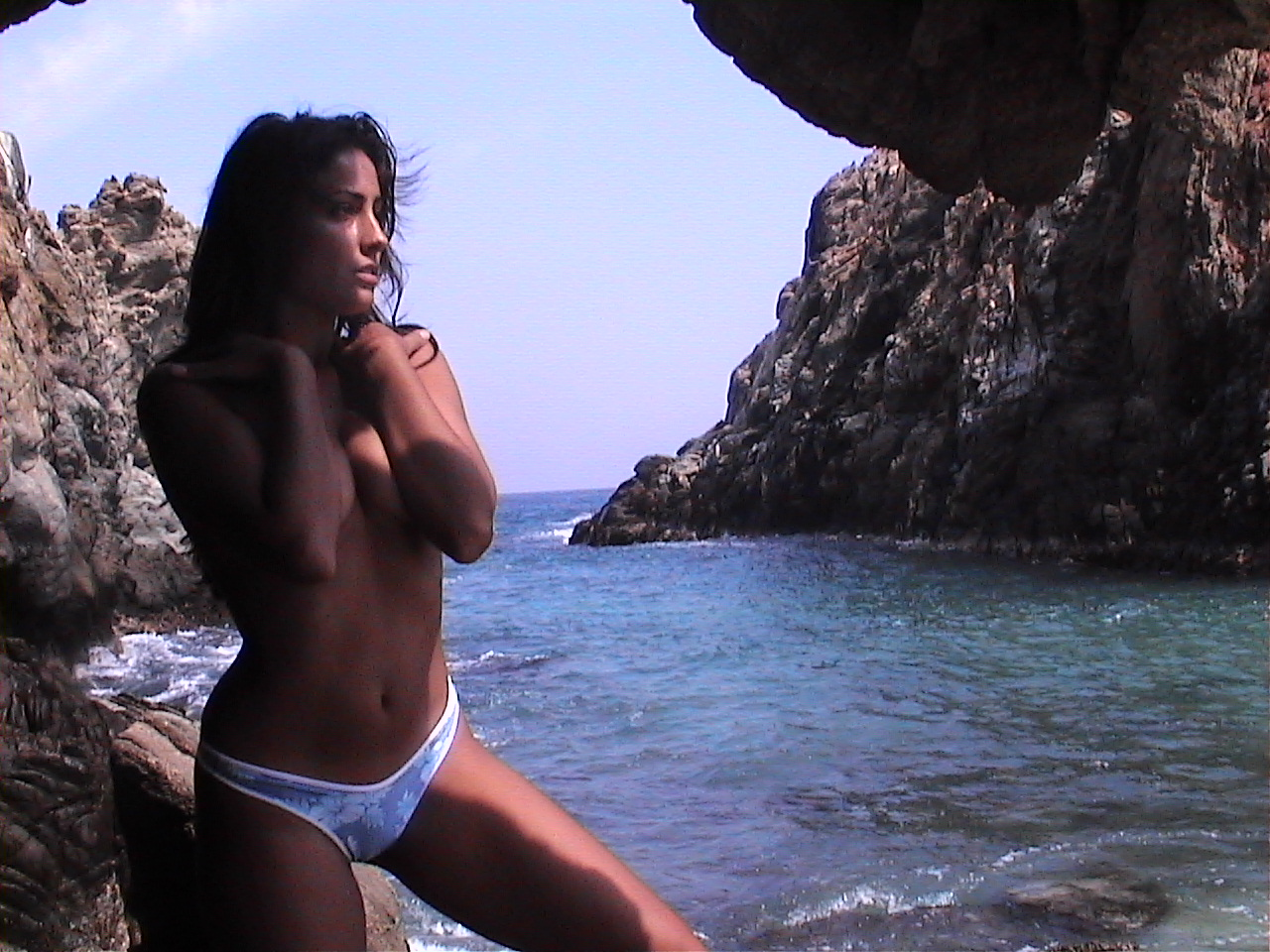
Monoquíni
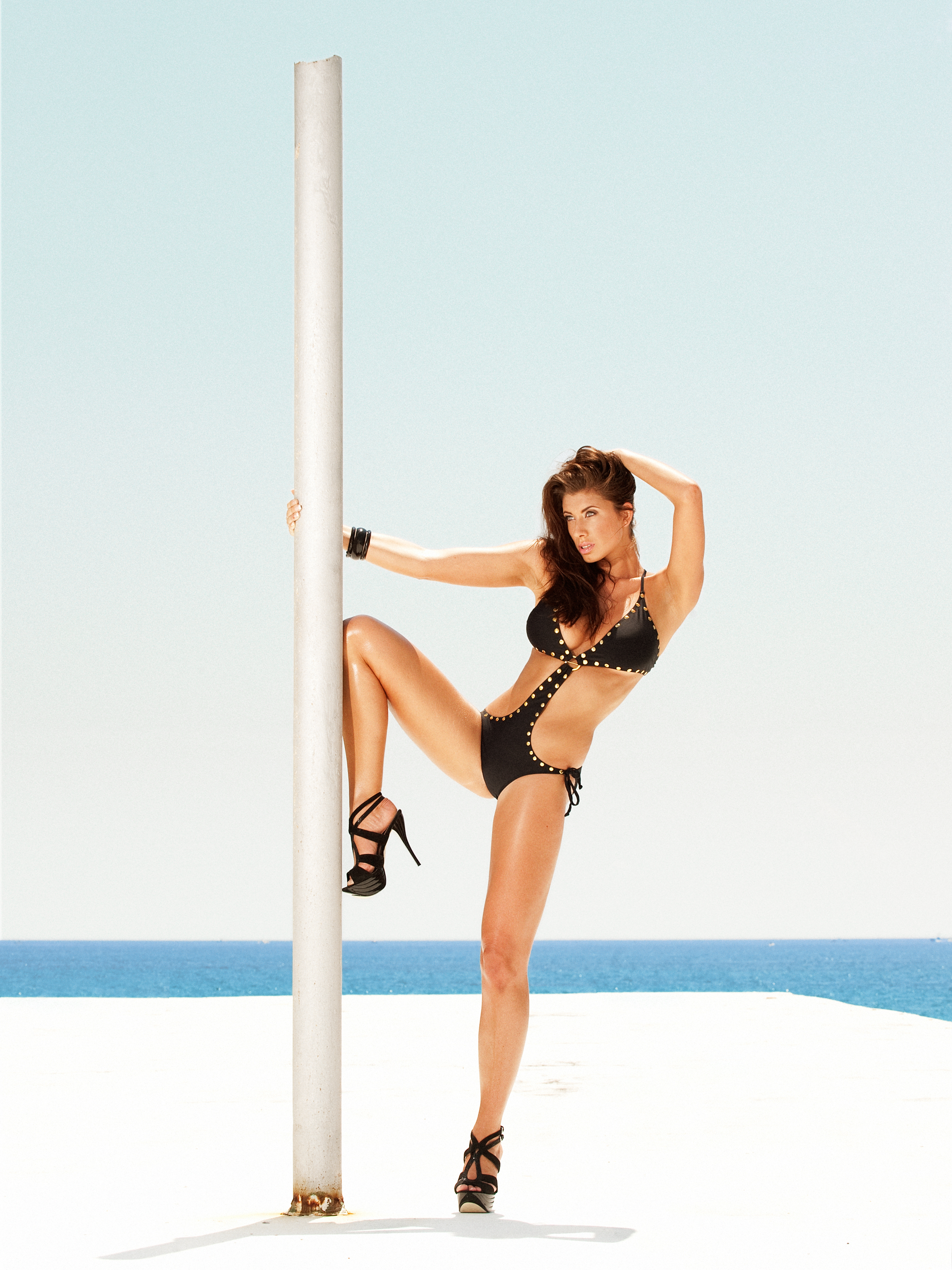
Triquíni
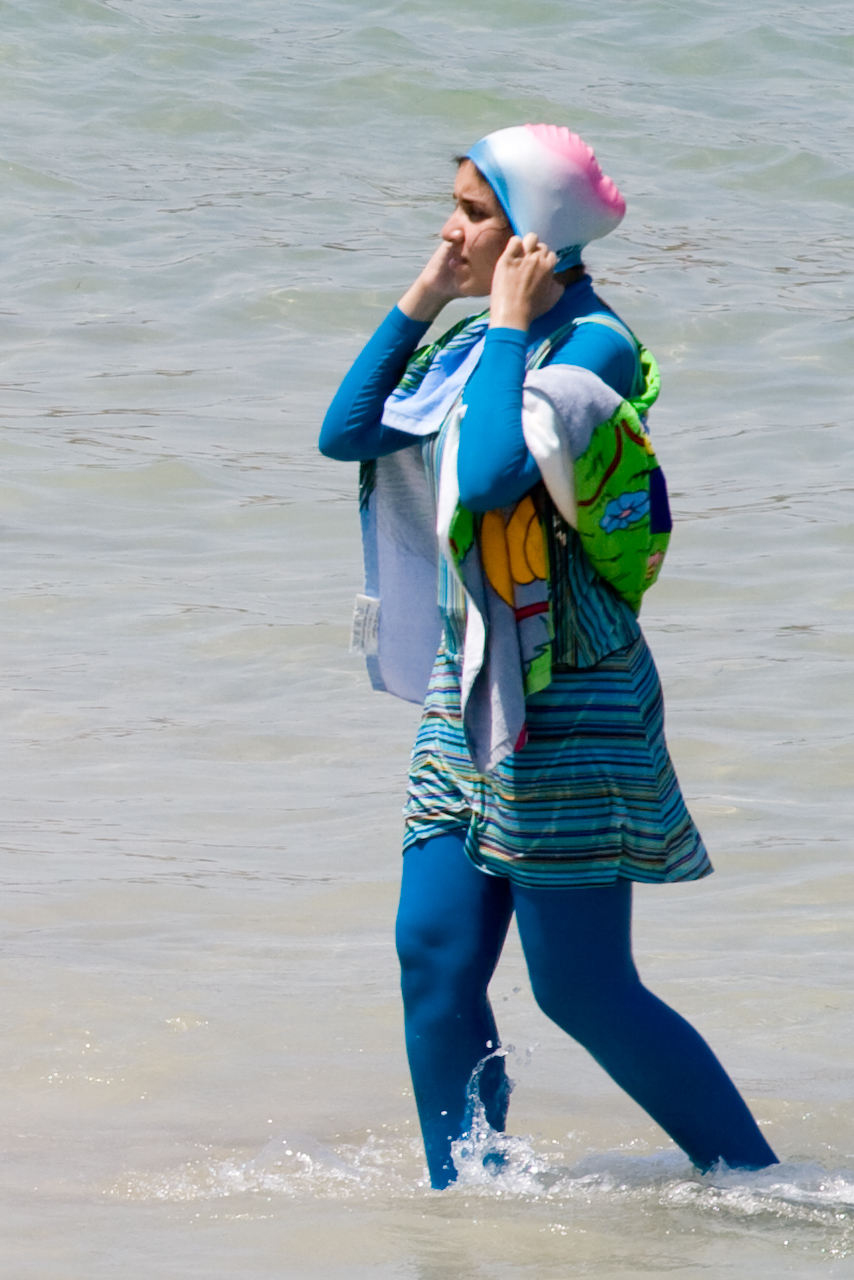
Burquíni
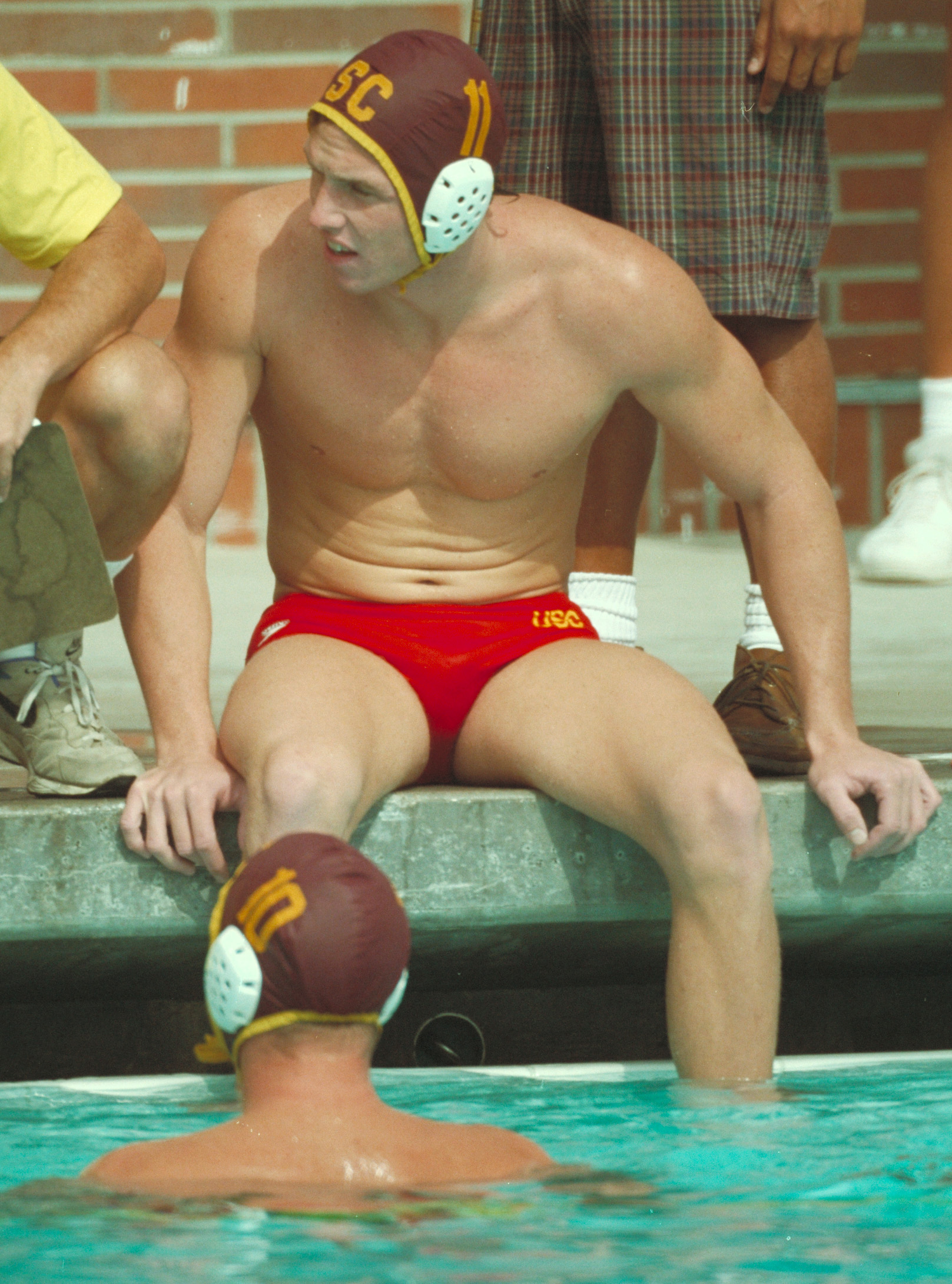
Sunga
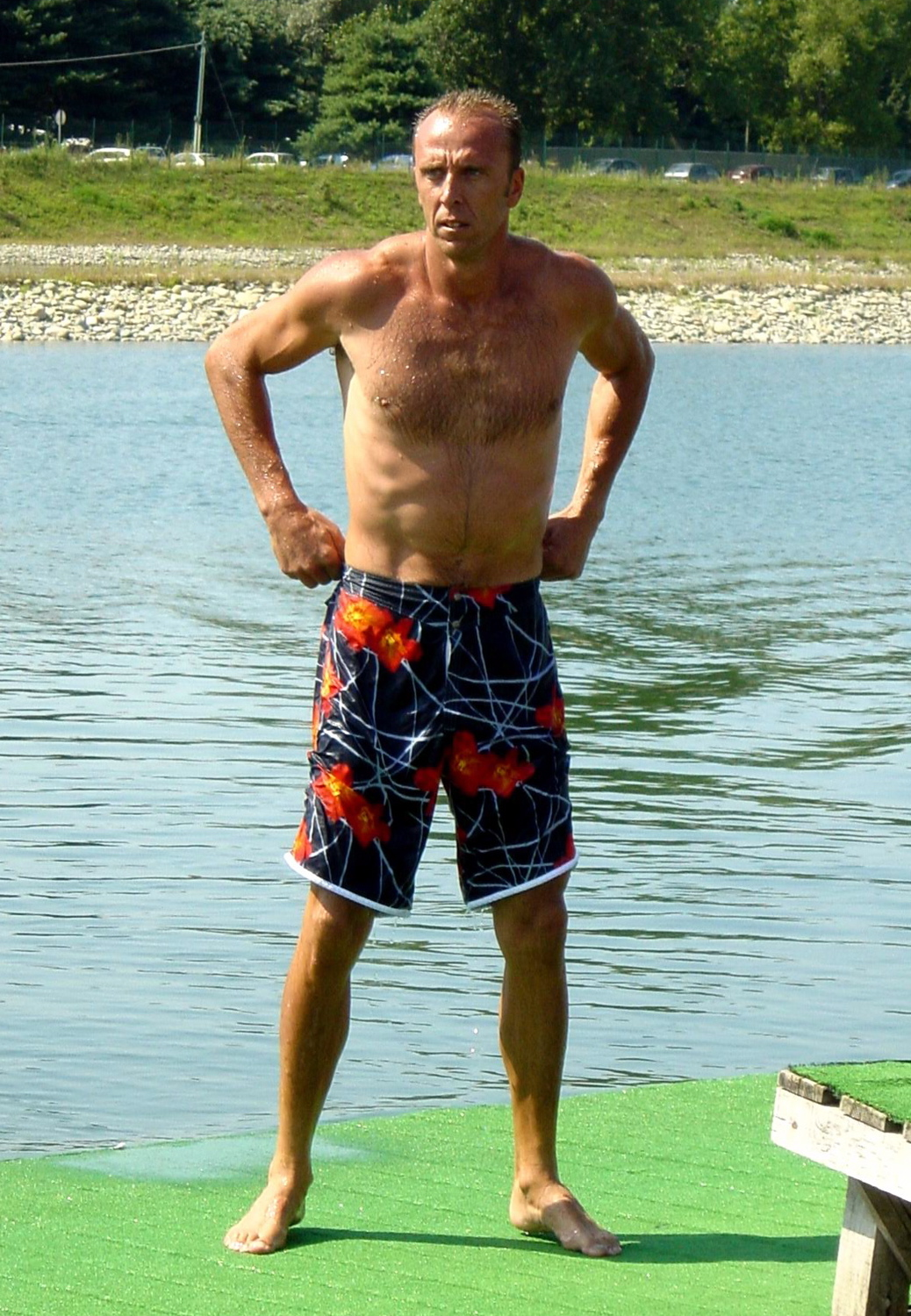
Bermuda
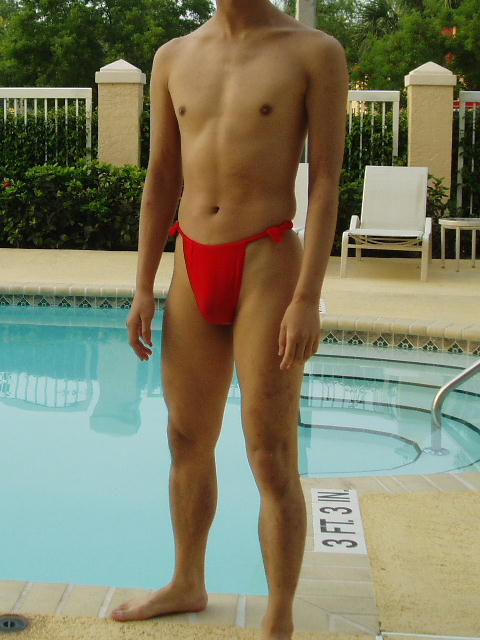
Fundoshi